# Sugizo
Yūne Sugihara (杉原 有音 Sugihara Yūne?,  Hadano, Prefectura de Kanagawa, 8 de julio de 1969), mejor conocido bajo su nombre artístico de Sugizo, es un músico, cantante, compositor y productor discográfico japonés. Es reconocido como el guitarrista principal y violinista de la banda de rock Luna Sea. Comenzó su carrera en solitario en 1997 y desde entonces ha colaborado con muchos artistas. En 2007, se convirtió en miembro de la agrupación Juno Reactor y del supergrupo de rock japonés S.K.I.N. En 2009 se unió oficialmente a la legendaria banda de heavy metal X Japan. Además de ser popular por experimentar con muchos géneros musicales, en su mayoría rock y música psicodélica y electrónica, es conocido por sus ideas y puntos de vista políticos, siendo un activista en contra de la guerra y un ambientalista.

## Carrera
Yūne Sugihara nació el 8 de julio de 1969 en el seno de una familia musical en Hadano, Kanagawa. Su padre tocaba la trompeta en la Orquesta Sinfónica Metropolitana de Tokio, y su madre tocaba el violonchelo en la misma orquesta. Desde muy joven, se crio en la música clásica y tuvo que estudiar teoría musical. A la edad de tres años, por iniciativa de su padre, comenzó a tocar el violín. Lo practicaba durante 3 horas por día, pero sin el tipo correcto de música o compositor, comenzó a odiar la música y la coacción de sus padres agravó tal sentimiento de repulsión. La situación persistió hasta la edad de diez años. Sus primeros compositores favoritos fueron Ludwig van Beethoven, Béla Bartók, Franz Liszt y J.S. Bach.
Fue durante sus años en la escuela secundaria que empezó a interesarse en otro tipo de música, como el grupo japonés de synthpop Yellow Magic Orchestra, la banda británica de new wave Japan, el músico David Bowie y la escena de la música punk inglesa. Tras formar varias bandas de poco renombre se unió a la agrupación Lunacy y fue descubierto por el músico Hideto Matsumoto (por ese entonces guitarrista principal de la agrupación X Japan), quien recomendó a su banda con el músico y productor Yoshiki para que firmara un contrato con su sello independiente Extasy Records, en el cual lanzaron su álbum debut en 1991. Tras el lanzamiento de su primer álbum, la banda cambió su nombre de Lunacy a Luna Sea, convirtiéndose en una de las bandas de rock más famosas de Japón, vendiendo más de diez millones de discos y actuando en países como China y Taiwán.
La primera aventura en solitario de Sugizo tuvo lugar en 1993 cuando escribió su primera canción como solista, titulada "Revive", para el álbum Dance 2 Noise 004. En los siguientes tres años realizó una gran variedad de colaboraciones y contribuciones musicales menos reconocidas. Entre 1997 y 2016 ha publicado cinco álbumes como solista: Truth? (1997), C:Lear (2003), Flower of Life (2011), Tree of Life (2011) y Oto (2016). Durante su carrera ha grabado o producido música con bandas y artistas como Luna Sea, The Flare, Juno Reactor, Redrum, Paul Wong, Toshi, Ryuichi Kawamura, X Japan, Maon Kurosaki, entre muchos otros.

## Vida personal
Divorciado, Sugizo tiene una hija llamada Luna Artemis Sugihara, nacida el 27 de abril de 1996 en Tokio, Japón. En una entrevista afirmó que el nacimiento de su hija representó un cambio radical en su vida. "Cuando amas a tu hija, empiezas a sentir amor por todos los niños. Aunque esto pueda sonar grandioso, nada me haría más feliz que ver a todos los niños de todo el mundo llevar vidas alegres. Estaré más que satisfecho si puedo convertirme en una herramienta para alcanzar ese objetivo". Brevemente salió con la actriz taiwanesa Vivian Hsu.

## Discografía

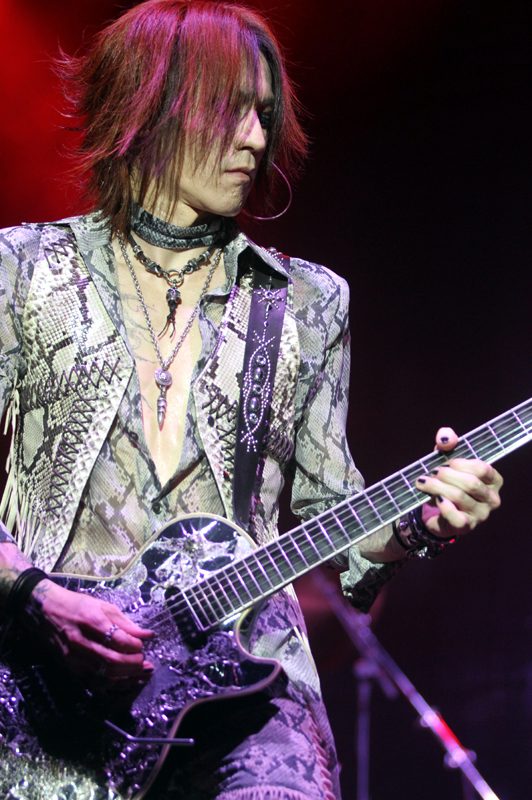
Sugizo tocando con X Japan en Sao Paulo, Brasil, 2009.

### Estudio
- Truth? (noviembre de 1997)
- C:Lear (octubre de 2003)
- Flower of Life (diciembre de 2011)
- Tree of Life (diciembre de 2011)
- Oto (diciembre de 2016)

### Compilados
- Sugizo meets Frank Zappa (1999)
- Cosmoscape (2008)
- Spiritual Classic Sugizo Selection (2014)

### Remixes
- Replicant Lucifer (1997)
- Replicant Prayer (1997)
- Replicant Truth (1997)
- Spirituarise (2007)
- Vesica Pisces (2013)